# Мацігенка (мова)
Мачігенга (Мацігенка) — велика мова з аравацької сім'ї мов, підсім'ї кампа. Нею говорять приблизно 6 200 осіб в басейні річки Урубамба та вздовж річки Ману в регіонах Куско та Мадре-де-Дьйос. Згідно з Ethnologue, на цю мову здійснюється тиск з боку іспанської та кечуа у басейні Урубамби, проте вона активно вживається вздовж Ману, де більшість носіїв монолінгви. Ця мова доволі близька до мови номацігенка, настільки, що їх інколи вважають діалектами однієї мови. Обидвома мовами говорить народ мачігенга (народ). Мова нанті є частково взаємнозрозумілою з мацігенка, але народи-носії мов між собою не подібні.
У мацігенка дуже розвинута система відмінювання слів, ця мова вважається  полісинтетичною та має аглютинативну морфологію: для позначення різних форм при словозміні використовуються і суфікси, і префікси. 

## Фонологія

### Приголосні
|            | Губні | Ясенні | Ясенні | Середньопіднебінні | Задньоязикові | Задньоязикові | Глоткові |
| ---------- | ----- | ------ | ------ | ------------------ | ------------- | ------------- | -------- |
| Проривні   | p     | t      | tʲ     |                    | k             | kʲ            |          |
| Африкати   |       | t͡s     | t͡s     | t͡ʃ                 |               |               |          |
| Фрикативні | β     | s      | s      | ʃ                  | ɣ             | ɣʲ            | h        |
| Носові     | m     | n      | n      | ɲ                  |               |               |          |
| Дрижачі    |       | r      | r      |                    |               |               |          |

- Звуки /p, t, tʲ/ після носових приголосних звучать як дзвінкі [b, d, dʲ]. Крім того, вони можуть звучати як преназалізовані [ᵐb, ⁿd] на початку слова.
- /β/ може звучати як апроксимант [w, β̞] між фонемами /a/. Після носових він може звучати як дзвінкий проривний [b], і як преназалізований [ᵐb] на початку слова.
- Фонеми /ɣ, ɣʲ/ можуть звучати як апроксиманти [ɰ, ɰʲ] між голосними на початку складу, та /ɣʲ/ може звучати як [j] або в будь-яких випадках або на початку слова. Вони також можуть звучати як [ɡ, ɡʲ] перед носовими. /ɣ, ɣʲ/ можуть звучати як преназалізовані [ᵑɡ, ᵑɡʲ] на початку слова.
- /n/ може звучати як [ŋ] перед задньоязиковими звуками[3].

### Голосні
|         | Передні | Задні |
| ------- | ------- | ----- |
| Високі  | i       | u     |
| Середні | e       | o     |
| Низькі  | a       | a     |

- /i, u/ можуть звучати як напівголосні [w, j] перед іншими голосними.